# Arthur Joseph Davis
Arthur Joseph Davis, angleški arhitekt * 21. maj 1878 London, Združeno Kraljestvo † 22. julij 1951 London, Združeno Kraljestvo.                                                                                    
Davis je študiral na École des Beaux-Arts v Parizu od leta 1890 do 1899. Bil je solastnik podjetja Mewes & Davis, pri Charlesu Mewèsu. Podjetje je načrtovalo višine in notranjo dekoracijo londonskega hotela Ritz, ki je uvedlo sodobno francosko udobje in razkošje, ki ga omogoča inovativna konstrukcija iz jeklenih okvirjev. Poleg tega je podjetje prevzelo številne zasebne komisije, vključno z Lutonom Hoo za sir Juliusa Wernherja, Coombe Court za grofico De Grey in Polesden Lacey za častno gospo Ronald Greville. Pred prvo svetovno vojno je Davis je načrtoval tudi notranjost nekaj potniških linijskih ladij, kot npr. RMS Aquitania, od leta 1911 do 1914, po vojaški službi pa je načrtoval številne banke v Londonu. Njegovo zadnje večje načrtovanje je bilo notranjost na ladji RMS Queen Mary, leta 1935. 
Leta 1949 je risal načrte za golf in vodne skice. 

## Pomembne zgradbe
- Edith St Sarkis, Kensington (1922–23), II. Razred * na seznamu